# هانس کلوس، قماری بالاتر از زندگی
هانس کلوس، قماری بالاتر از زندگی (لهستانی: Hans Kloss. Stawka większa niż śmierć) یک فیلم جنگی دلهره‌آور لهستانی است که در سال ۲۰۱۲ منتشر شد. این فیلم دنباله‌ای بر مجموعهٔ تلویزیونی قماری بالاتر از زندگی بود که مابین سال‌های ۱۹۶۷ تا ۱۹۶۸ ساخته و پخش شد.

## گزیدهٔ بازیگران
- استانیسواف میکولسکی در نقش افسر ذخیره «سرگرد هانس کلوس»
- توماش کُت در نقش هانس کلوس جوان (زمانی که سروان بود)
- امیل کاراویچ در نقش «اس‌اس-اشتورم‌بان‌فورر هرمان برونر»
- پیوتر آدامچیک در نقش هرمان برونر جوان
- یژی بونچاک در نقش اریش کخ
- مارتا ژمودا تژبیاتوفسکا
- آنا شارک
- آدام وُرونوویچ
- وویچیخ متسفالدوفسکی
- دانیل اولبریخسکی
- گژگوش کووالچیک
- یانوش خابیور
- پیوتر گوئوواتسکی
- میخاو برایتن‌والد
- پیوتر گارلیتسکی
- مارچین پرخوچ
- رومن بوگای
- یاکوب مازورک